# 叶惠贤
叶惠贤（1947年—），湖北汉口（今武汉）人，男，汉族，中国前主持人、相声演员、导演，一级演员职称（1992年获评）。1964年9月参加工作，进入新疆生产建设兵团文工团担任相声演员，1980年9月调入上海广播电视艺术团，1985年转入上海电视台担任节目主持，2017年12月退休。他以幽默诙谐的语言、机智敏捷的反应、驾驭自如的海派主持风格而出名，有“申城第一名嘴”之美称。
叶惠贤亦为中国农工民主党党员，曾任第八至十届全国政协委员、第十一届全国人大代表。社会职务包括中国广播电视学会主持人节目研究会副会长、上海广播电视学会常务理事、浙江广播电视大学电视专业客座教授、上海视觉艺术学院客座教授、中国电视艺术家协会理事、上海市文史研究馆馆员、上海市老年基金会理事、上海市慈善基金会监事等。

## 生平
叶惠贤1947年生于湖北汉口，是家中最小的儿子，家中还有一个哥哥和两个姐姐（其中一个姐姐已故），于6岁时上小学。上小学时的叶惠贤成绩优秀，还担任语文课代表。他从华东师范大学第一附属中学毕业后，由于患有色盲，未被上海戏剧学院录取。其后叶惠贤报名进入新疆生产建设兵团，成为了知识青年和专职文艺工作者。1976年，叶惠贤前往北京参加全国曲艺调演，代表新疆表演了他创作的相声《火焰山下亲兄弟》，获得好评后回新疆连续演出4个月。
叶惠贤1980年9月调入上海广播电视艺术团，1985年转入上海电视台担任节目主持，曾任该台特别节目部副主任、大型综艺节目总策划、制片人、文艺中心副主任等职务。他转入上视后的第一个节目为第一届《卡西欧杯家庭演唱大奖赛》，一夜间成为上海家喻户晓的主持人。
1990年7月15日，叶惠贤开始主持《今夜星辰》，叶同时担任节目总策划、主持与编导，每期还特邀一位知名演员担任嘉宾主持。该节目是中国大陆第一个确立以“主持人中心制”的综艺节目，也是第一个在中国大陆以外拍摄、以小品表演穿插的综艺节目。《今夜星辰》连续三年获上海收视率榜首，收视率甚至超过央视《新闻联播》，被评为“观众最喜爱的栏目”第一名。1993年，叶惠贤还与香港天安集团签约，联合摄制《今夜星辰——天安之旅》，共26期。《今夜星辰》更是登上了1992年央视春晚，奉上了“真假美猴王”的创意。其后叶惠贤参观美国派拉蒙电影公司时，他被介绍西方最新电影的节目《今夜娱乐》所吸引，产生了把这种形式的娱乐节目带给中国大陆观众的想法。1996年，叶惠贤与派拉蒙合作的栏目《今日影视》在中国中央电视台电影频道播出。
2000年6月，上海电视台实行制播分离改革，栏目独立成立公司，叶惠贤担任总导演的今夜娱乐公司成了第一个试点。该公司员工仅有6人，每个人都身兼数职。该公司每年共制作52期综艺节目、7台大型晚会以及《霓虹灯下的哨兵》《七十二家房客》《一代名优》等明星版话剧的创制。
2005年3月1日，由叶惠贤制作的《精彩老朋友》开播，是中国大陆首档老年电视综艺栏目。该节目除常规节目外，还在每年的重阳节等重要节日制作文艺晚会，以及一年一度的《精彩老来伴》集体婚礼等特别节目。
2017年12月26日，随着《精彩老朋友》特别节目《嘿！精彩老朋友》的录制结束，叶惠贤正式从上海电视台退休。该节目成为叶惠贤荧屏主持生涯的“告别”之作。退休后，叶惠贤还担任了《长三角家庭演唱大赛》的总决赛观察员。

## 观点
自从叶惠贤担任全国人大代表后，他在全国两会期间提交过多份建议。2008年3月全国两会期间，叶惠贤建议电视台开办老年频道，认为“老年人闲暇时间较多，除了锻炼身体、从事必要的家务之外，其余时间大多以电视为伴。老年频道的节目可提升老年人的生活情趣，为老年人排忧解难，使老年人老有所学，老有所乐”。他还建议将老年频道和少儿频道整合，开办“老少乐”频道。他认为，少儿频道“白天因为学生在学校上学，收视率很低，而老年人退休在家，多倾向于白天收看，如果能在这一时段，多安排和增设老年节目，将有助于充分利用有限的频道资源”。最后他还说“如果‘老少乐’频道开播，老少一同观看，既可以让老年人找到童趣，增加乐趣，又有利于少年儿童耳濡目染，从小就继承、培养尊老爱老的传统美德”。当年，叶惠贤还建议各单位应为退休职工举办光荣退休仪式，给予退休职工精神慰藉。
而在2012年全国两会期间，叶惠贤在上海代表团发言，对2012年中国大陆各电视台的元旦、春节、元宵晚会“攀比扎堆砸钱无度”作出批评：“元旦到元宵一个月，央视与各大卫视的晚会有40台，业内人士统计共花费5亿元，一台晚会最低成本1000万元，明星多一点的，要去到6000万元”。他还在会上表示“40万可以办一所希望小学，这5个亿可以建1250所希望小学；3000元可以资助一名贫困学生，5个亿可以资助16.7万名贫困孩子”。为此他最后就这一问题建议“把钱用到最有意义的地方”。

## 家庭与个人生活
叶惠贤的妻子是高中同学，她从西安交通大学毕业后主动要求分配到新疆工作，其后担任中学教师。二人的女儿于新疆出生，大学毕业后出国深造，目前已与外籍男友结婚。晚年的叶惠贤喜欢健身运动，每天4至5点会跑步健身。

## 社会活动
叶惠贤从2000年开始参加慈善公益活动，还带动文化界的名人参与慈善。他还在2000年底发起设立了救助老年白内障患者的项目“点亮心愿”慈善义拍。

## 作品

### 主持节目
叶惠贤曾主持过超过一千多台综艺晚会和节目，以下为他主持的部分常态节目。
- 《卡西欧杯家庭演唱大奖赛》
- 《今夜星辰》（1990年-1993年）[12]
- 《今日影视》（1996年）
- 《精彩老朋友》（2005年-2017年）[4]

### 书籍
- 《叶惠贤主持艺术论集》
- 《今夜星辰》
- 《荧屏瞬间》[2]

## 奖项与荣誉
（仅列出部分重要奖项）
| 年份   | 奖项/荣誉                                                                       |
| ------ | ------------------------------------------------------------------------------- |
| 1989年 | 全国十佳节目主持人                                                              |
| 1991年 | 中国广播电视节目主持人“开拓奖”                                                  |
| 1993年 | 第一届全国广播电视节目主持人金话筒奖                                            |
| 1995年 | 第二届全国广播电视节目主持人金话筒奖 第二届国际华语电视周“金龙奖”十佳作品一等奖 |
| 1997年 | 第三届全国广播电视节目主持人金话筒奖特别荣誉奖                                  |
| 未知   | 中国电视主持人终身成就奖                                                        |
| 2005年 | 中国电视节目主持人25年25人                                                      |
| 2017年 | SMG“名、优、新主持人”特殊贡献奖                                                 |